# Слей (сленг)
«Слей» — це сленговий розмовний термін, який, можливо, виник у 17 столітті, але своє сучасне визначення, властиве поколінню Z, він отримав завдяки культурі бальних залів. Спочатку слово «slay» мало значення, подібне до «цей жарт був вбивчим». «Слеїти» означає «мати гарний вигляд», «бути в чомусь вправним», «слейовий» — «той, хто викликає захоплення».

## Історія

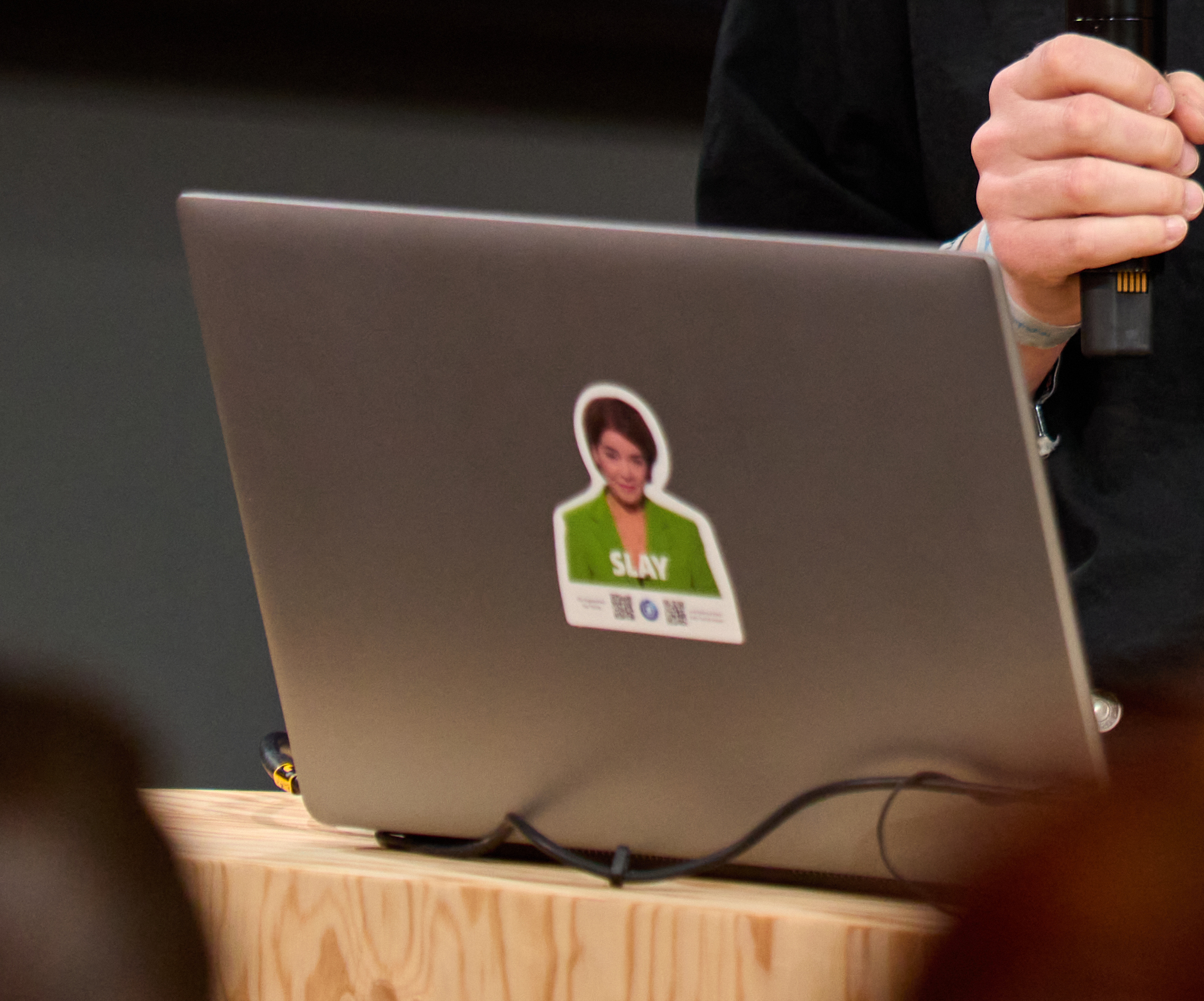
Наліпка німецької телеведучої Сюзанни Даубнер з фразою (2025)

Хоча термін «slay» часто використовується в контексті вбивства або загибелі, перше використання цього терміна як сленгу згадується в 1593 році, у значенні, подібному до «вмирання від сміху». Він відродився в Ревучі двадцяті роки у дуже схожому значенні.
Термін набув популярності в 1970-х роках у просторах, населених переважно чорношкірими, латиноамериканцями та квір-спільнотою, в результаті розвитку бальної культури, зайнявши місце в афроамериканській розмовній англійській мові. «Slay» привернув значну увагу після виходу фільму «Paris Is Burning», який документував бальну культуру в Нью-Йорку в 1990 році, оскільки цей термін часто використовувався у фільмі. Саме тут слово «slay» почало набувати значення умови угоди (agreement) та чогось вражаючого.
З огляду на свою популярність у ЛГБТ-спільноті, цей термін почав поширюватися і за межами цих спільнот з 2009 року в результаті перегонів Ру Пола, де слово «slay», як і інші терміни, що використовуються переважно в ЛГБТ-спільноті, використовувалося між учасниками.
Термін набув поширення у 2016 році завдяки його використанню Бейонсе у її пісні «Formation», яка прозвучала на шоу в перерві Супербоулу 50. «Formation» містить повторюваний рядок «'Cause I slay (slay), I slay (hey)», який знаходиться між куплетами, а також в кінці тексту, наприклад, «now let's get in formation», після чого йде відповідь «'cause I slay».
Відтоді слово здобуло значну популярність та стало масовим використанням у соціальних мережах, як в іронічному, так і в неіронічному контексті.